# Коллиер, Гилберт Джордж
Гилберт Джордж Коллиер (30 декабря 1930 – 20 июля 1953) солдат армии США, участник Корейской войны. Посмертно награждён высочайшей военной наградой США медалью Почёта за свои действия 19 и 20 июля 1953 года.
Вступил в армию из Тичнора, штат Арканзас в 1951 году.

### Наградная запись
Ранг и часть: сержант (затем капрал) армия США, рота F, 223 пехотный полк, 40-я пехотная дивизия.
Место и дата: Близ Тутаён, Корея, 19-20 июля 1953
Поступил на службу: Тичнор, Арк[анзас]. Родился 30 декабря 1930 Хантер-арк.
G.O. No.: 3, 12 января 1955
Цитата:
Сержант Коллиер, боец роты F, отличился благодаря выдающейся храбрости и неукротимой отваге, выполняя и перевыполняя долг службы в бою против неприятеля. Сержант Коллиер был наводчиком и помощником лидера боевого патруля, получившего задачу вступить в контакт с врагом. Когда патруль продвигался вперёд в темноте, он и его командир поскользнулись и упали с 60-футового утёса, получив при этом травмы. Офицер сильно растянул лодыжку и не мог двигаться сразу, поэтому он приказал патрулю возвращаться к своим. Несмотря на боли от полученной травмы спины сержант Коллиер решил остаться с командиром. Перед рассветом они начали ползти через гористую местность в противоположную долину, где они скрывались в кустах до наступления темноты, затем двинулись к позициям своей роты. Вскоре после начала дневного отступления они попали в засаду. В последующем бою сержант Коллиер убил двоих вражеских солдат, но получил при этом болезненные раны и был отрезан от своего товарища. После того как закончился боезапас он вступил в рукопашную с четырьмя вражескими солдатами, убив, ранив и обратив их в бегство своим штыком. В ходе боя он был смертельно ранен, но сделал доблестную попытку достичь своего командира и помочь ему в отчаянном усилии спасти жизнь своего товарища, не заботясь о собственной личной безопасности. Неустрашимая храбрость сержанта Коллиерf, полное посвящение себя долгу и храброе самопожертвование принесли ему последнюю славу и поддержали благородные традиции военной службы.
Оригинальный текст (англ.)
Rank and organization: Sergeant (then Cpl.), U.S. Army, Company F, 223d Infantry Regiment, 40th Infantry Division
Place and date: Near Tutayon, Korea, 19-July 20, 1953
Entered service at: Tichnor Ark. Born: December 30, 1930, Hunter, Ark.
G.O. No.: 3, January 12, 1955
Citation:

Sgt. Collier, a member of Company F, distinguished himself by conspicuous gallantry and indomitable courage above and beyond the call of duty in action against the enemy. Sgt. Collier was pointman and assistant leader of a combat patrol committed to make contact with the enemy. As the patrol moved forward through the darkness, he and his commanding officer slipped and fell from a steep, 60-foot cliff and were injured. Incapacitated by a badly sprained ankle which prevented immediate movement, the officer ordered the patrol to return to the safety of friendly lines. Although suffering from a painful back injury, Sgt. Collier elected to remain with his leader, and before daylight they managed to crawl back up and over the mountainous terrain to the opposite valley where they concealed themselves in the brush until nightfall, then edged toward their company positions. Shortly after leaving the daylight retreat they were ambushed and, in the ensuing fire fight, Sgt. Collier killed 2 hostile soldiers, received painful wounds, and was separated from his companion. Then, ammunition expended, he closed in hand-to-hand combat with 4 attacking hostile infantrymen, killing, wounding, and routing the foe with his bayonet. He was mortally wounded during this action, but made a valiant attempt to reach and assist his leader in a desperate effort to save his comrade's life without regard for his own personal safety. Sgt. Collier's unflinching courage, consummate devotion to duty, and gallant self-sacrifice reflect lasting glory upon himself and uphold the noble traditions of the military service/— 